# Гайнер Каров
Га́йнер Ка́ров (фр. Heiner Carow; нар. 19 вересня 1929, Росток, Німеччина — †31 січня 1997, Берлін, Німеччина) — німецький кінорежисер, сценарист. Віце-президент Академії мистецтв НДР.

## Біографія та творчість
Гайнер Каров народився 19 вересня 1929 року у місті Росток у купецькій сім'ї Ернста Карова (пом. 1945). Навчався на режисерських курсах при кіностудії «ДЕФА». У 1954–1956 роках працював в науково-популярному кіно. В ігровому кіно дебютував у 1957 році фільмом «Шериф Теді».
Фільм Гайнера Карова 1968 року «Росіяни йдуть» було звинувачено у «брудному модернізмі» та заборонено до показу в НДР, лише у 1987 році він вийшов на екрани.
У 1972 році Гайнер Каров поставив фільм «Легенда про Пауля і Паулу», яка стала одним з найуспішніших його режисерських робіт. Всесвітньо відомим Гайнер Каров став після фільму про життя геїв у Східній Німеччині «Камінґ-аут», який на 40-му Берлінському кінофестивалі у 1990 році отримав спеціального Срібного лева та Премію Тедді за найкращий ігровий фільм.
З початку 1990-х років Гайнер Каров працював на телебаченні.
Гайнер Каров був постійним учасником та членом журі Берлінського міжнародного кінофестивалю.

## Особисте життя
З 1954 року до своєї смерті Гайнер Каров був одружений з монтажеркою Евелін Каров (нар. 1931). Помер 31 січня 1997 року у Берліні.

## Фільмографія (вибіркова)
За час своєї режисерської кар'єри Гайнер Каров поставив близько 30-ти документальних, та ігрових кіно- та телефільмів.
| Рік  | Українська назва             | Оригінальна назва              | Примітки                    |
| ---- | ---------------------------- | ------------------------------ | --------------------------- |
| 1955 | Щоденник Мартіна             | Martins Tagebuch               | документальний              |
| 1957 | Шериф Тедді                  | Sheriff Teddy                  |                             |
| 1959 | Вони звали його Аміго        | Sie nannten ihn Amigo          |                             |
| 1960 | Життя починається            | Das Leben beginnt              |                             |
| 1964 | Весілля в Леннекені          | Die Hochzeit von Länneken      |                             |
| 1966 | Подорож в Зундевіт           | Die Reise nach Sundevit        |                             |
| 1966 | Росіяни йдуть                | Die Russen kommen              | (вийшов у прокат у 1987-му) |
| 1970 | Кар'єра                      | Karriere                       |                             |
| 1972 | Легенда про Пауля і Паулу    | Die Legende von Paul und Paula |                             |
| 1975 | Ікар                         | Ikarus                         |                             |
| 1978 | Поки смерть вас не розлучить | Bis daß der Tod euch scheidet  |                             |
| 1987 | Так багато марень            | So viele Träume                |                             |
| 1989 | Камінґ-аут                   | Coming Out                     |                             |
| 1991 | Поховання графині            | Begräbnis einer Gräfin         |                             |
| 1992 | Зниклий                      | Die Verfehlung                 |                             |

## Визнання
| Рік                               | Категорія                                                                  | Фільм                        | Результат |
| --------------------------------- | -------------------------------------------------------------------------- | ---------------------------- | --------- |
| Кінофестиваль Leipzig DOK         |                                                                            |                              |           |
| 1956                              | Золотий голуб                                                              | Щоденник Мартіна             | Перемога  |
| Кінофестиваль в Еберсвальде (НДР) |                                                                            |                              |           |
| 1980                              | Приз журі                                                                  | Поки смерть вас не розлучить | Номінація |
| 1988                              | Приз журі найкращому режисерові                                            | Росіяни йдуть                | Перемога  |
| 1990                              | Приз журі найкращому режисерові                                            | Камінґ-аут                   | Номінація |
| Берлінський кінофестиваль         |                                                                            |                              |           |
| 1987                              | Золотий ведмідь                                                            | Так багато марень            | Номінація |
| 1990                              | Золотий ведмідь                                                            | Камінґ-аут                   | Номінація |
| 1990                              | Срібний ведмідь (за прояв поваги до прав людини, гуманізм і толерантність) | Камінґ-аут                   | Перемога  |
| 1990                              | Премія Тедді                                                               | Камінґ-аут                   | Перемога  |